# فورد تاندربیرد (نسل هشتم)
فورد تاندربیرد (نسل هشتم) (Ford Thunderbird (eighth generation)) خودرویی است که در سال‌های ۱۹۸۰ تا ۱۹۸۲در شیکاگو تولید شده‌است. است.